# Best Casino Royale
Best Casino Royale è una raccolta del gruppo italiano Casino Royale, pubblicato nel 2002 dalla Universal Music.

## Tracce
1. Anno zero
2. Re senza trono - 6 a.m. london reggae
3. The future
4. Guarda in alto (live)
5. Cielo (live)
6. Ogni singolo giorno
7. Lunacezione (RMX radio version by Madaski)
8. Tam tam party
9. Treno per babilon
10. Someone says
11. Dainamaita
12. Sempre più vicino
13. Là dov'è la fine
14. Suona ancora
15. Cose difficili (RMX by Sangue Misto)
16. Cr-x